# John McGahern
John McGahern (* 12. November 1934 in Dublin; † 30. März 2006 ebenda) war ein irischer Schriftsteller. Seine Bücher sind in englischer Sprache  verfasst. Einige seiner Werke wurden ins Deutsche übersetzt.

## Leben
McGahern wurde 1934 in Dublin geboren, verbrachte seine Kindheit jedoch auf dem Land; zuerst in Leitrim und nach dem Tod seiner Mutter bei seinem Vater in Roscommon. Nach dem Schulabschluss studierte er am St Patrick’s College of Education in Drumcondra/Dublin Grundschul-Pädagogik. Danach unterrichtete er einige Jahre an einer Grundschule, bis er entlassen wurde; ihm wurde vorgeworfen, Pornografie verfasst zu haben. Seine Erfahrungen als Lehrer sind in seinen Roman The Leavetaking (dt. Abschiednehmen) eingeflossen. 

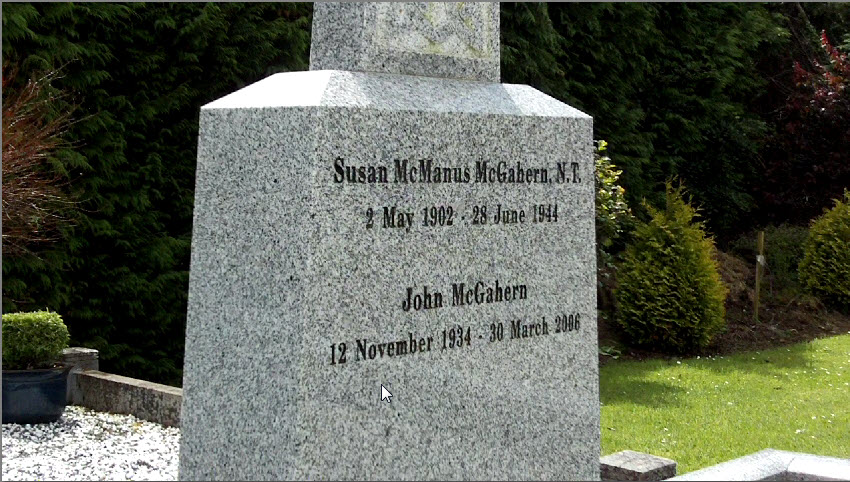
McGaherns Grab in Leitrim

Ein paar Jahre lebte McGahern im Ausland, bevor er nach Leitrim zurückkehrte. Er arbeitete als Landwirt und fuhr mit dem kreativen Schreiben fort. Unter anderen Romanen verfasste er Amongst Women und That They May Face the Rising Sun, für den er 2002 den Kerry Group Irish Fiction Award erhielt und der 2003 als Irish Novel of the Year ausgezeichnet wurde. Drei seiner Bücher wurden von der katholischen Kirche verboten: The Dark, The Leavetaking, The Pornographer (auf Deutsch: Der Liebhaber). Außerdem wurden viele Kurzgeschichten von ihm veröffentlicht.
McGahern war an verschiedenen Universitäten als Hochschullehrer tätig; unter anderem von 1981 bis 2006 als Dozent für Englisch an der Colgate University, NY, USA.
Er starb 2006 im Alter von 71 Jahren in Dublin an Krebs und wurde in Leitrim neben seiner Mutter beigesetzt.

## Verfilmungen
- 1995: Ein irischer Sommer (Korea)

## Werke
Romane
- The Barracks (1963)
  - Die Polizeiküche oder der Mensch verlöscht wie ein Licht, dt. von Elisabeth Schnack. Frankfurt am Main, Köln: Edition Büchergilde 1978. ISBN 3-434-05026-4
- The Dark (1965)
  - Das Dunkle, dt. von Elisabeth Schnack; Zürich, Einsiedeln, Köln: Benziger 1969.
- The Leavetaking (1975)
  - Abschiednehmen, dt. von Elisabeth Schnack; Frankfurt am Main, Olten, Wien: Büchergilde Gutenberg 1984. ISBN 3-7632-2867-5
- The Pornographer (1980)
  - Der Pornograph, dt. von Martin Hielscher; Göttingen: Steidl 1992. ISBN 3-88243-226-8
  - auch als: Der Liebhaber, gleiche Übersetzung; Göttingen: Steidl 1996. ISBN 3-88243-427-9
- Amongst Women (1990)
  - Unter Frauen, dt. von Martin Hielscher. Göttingen: Steidl 1991. ISBN 3-88243-187-3
- That They May Face the Rising Sun (2001 / US-Titel By the Lake)

Sachbücher
- Memoir (Autobiographie / 2005 / US-Titel All Will Be Well)
- Love of the World (Essays / 2009)
  - In einer solchen Nacht, dt. von Hans-Christian Oeser. Göttingen: Steidl 1998. ISBN 3-88243-552-6

Erzählungen
- Nightlines (1970)
- Getting Through (1978)
- High Ground (1985)
- The Collected Stories (1992)
  - Die Bekehrung des William Kirkwood (Auswahl), dt. von Hans-Christian Oeser. Göttingen: Steidl 1998. ISBN 3-88243-566-6
- Creatures of the Earth: New and Selected Stories (2006)

Drehbücher/Bühnenstücke/Hörspiele
- Sinclair (Hörspiel / 1971)
- Swallows (Drehbuch / Fernsehspiel / 1975)
- The Rockingham Shoot (Drehbuch / Fernsehspiel / 1987)
- The Power of Darkness (Bühnenstück / 1991)